# NGC 3338
NGC 3338 ist eine Spiralgalaxie mit aktivem Galaxienkern vom Hubble-Typ Sc im Sternbild Löwe auf der Ekliptik. Sie ist schätzungsweise 54 Millionen Lichtjahre von der Milchstraße entfernt und hat einen Durchmesser von etwa 100.000 Lichtjahren. Die Entfernungsmessungen basierend auf den Radialgeschwindigkeiten stimmen nicht mit den rotverschiebungsunabhängigen Entfernungsschätzungen von 73 ± 15 Millionen Lichtjahren überein.
Im selben Himmelsareal befindet sich u. a. die Galaxie NGC 3357.
Das Objekt wurde am 19. März 1784 von dem deutsch-britischen Astronomen Wilhelm Herschel entdeckt.

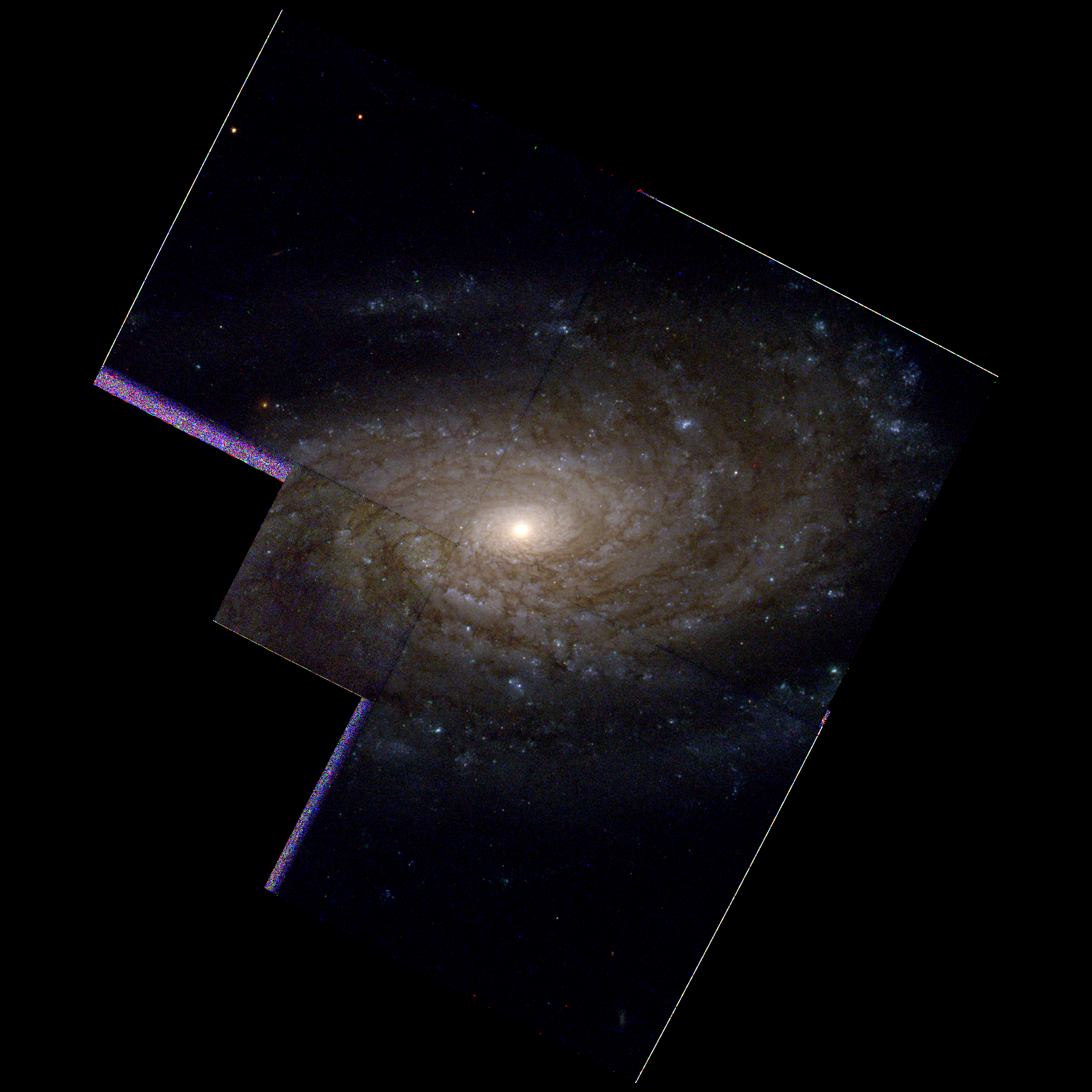
Hochaufgelöste Hubble-Aufnahme des Zentrums von NGC 3338
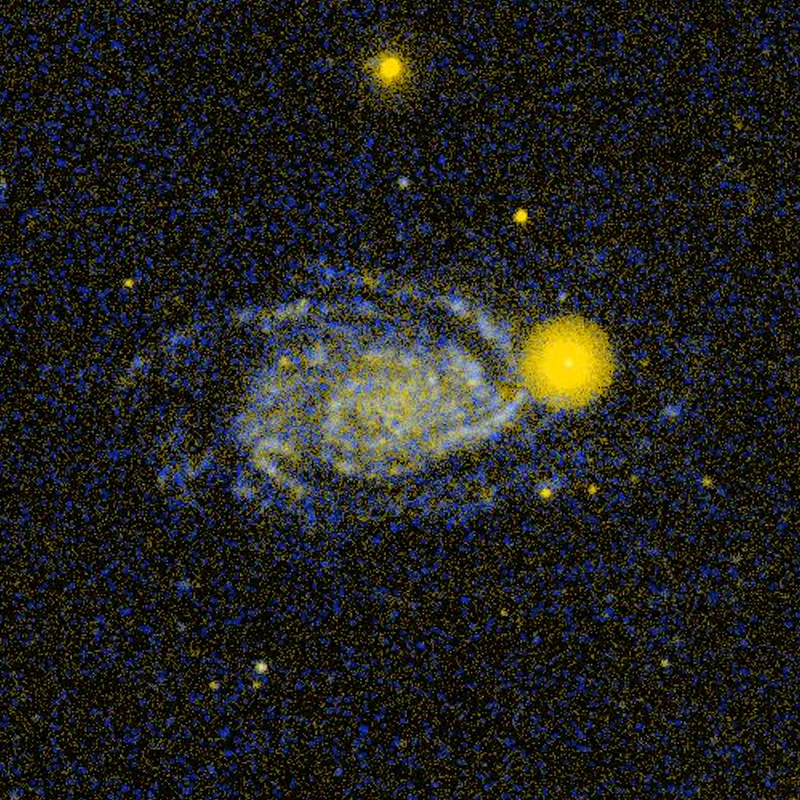
Ultraviolett-Aufnahme mittels GALEX

## NGC 3338-Gruppe (LGG 214)
| Galaxie   | Alternativname | Entfernung / Mio. Lj |
| --------- | -------------- | -------------------- |
| NGC 3346  | PGC 31982      | 53                   |
| NGC 3338  | PGC 31883      | 54                   |
| NGC 3389  | PGC 32306      | 54                   |
| PGC 31930 | UGC 5832       | 50                   |
| PGC 32346 | Mrk 1263       | 59                   |
| PGC 31933 |                | 50                   |